# Provinz Leyte
Koordinaten: 10° 59′ N, 124° 54′ O
Die Provinz Leyte ist eine Provinz des Inselstaates der Philippinen. Sie erstreckt sich über den nördlichen Teil der Insel Leyte und ist eine von sechs Provinzen der Region Eastern Visayas (Region VIII).
Die Hauptstadt der Provinz ist Tacloban City.

## Geographie
Die Provinz Leyte ist die größte Provinz im Bezirk Eastern Visayas und umfasst die nördlichen 75 % der Insel Leyte. Im Osten trennt sie die San-Juanico-Straße von der benachbarten Insel Samar, im Süden grenzt sie an die Provinz Southern Leyte und im Norden wiederum befindet sich die Inselprovinz Biliran. Westlich der Provinz öffnet sich die Camotes-See auf deren gegenüberliegenden Seite sich die Insel Cebu erstreckt. Zur Provinz gehört unter anderem Calangaman Island.
Die größten Städte sind Tacloban City, das sich im Nordosten der Provinz befindet und zugleich auch das Bezirkszentrum darstellt, sowie Ormoc City im Westen. Tacloban City ist die älteste der drei Städte von Leyte und besitzt einen fast großstädtischen Charakter.
Die Provinz ist insbesondere an den Küsten stark besiedelt, wogegen sich das Inland bergig und von Hügeln übersät präsentiert. Die Tieflandgebiete befinden sich zumeist in den Küstenbereichen oder in den Schwemmlandebenen und Flussdeltas, die von den großen Wasserströmen gebildet werden. Die größte Tieflandfläche ist dabei das Leyte-Sab-a-Becken hinter dem nordöstlichen Zentralgebirgszug. Die zweitgrößte Ebene ist das Ormoc Valley, das sich auf der westlichen Seite der Insel von Bergen eingerahmt ausbreitet. Andere Tieflandgebiete sind kleiner und finden sich entlang der Küste und nahe den Flussmündungen im Westen und im südlichen Leyte.
Der Mt. Kankahanay nahe Jaro ist mit 1.219 m der höchste Berg der Provinz. Ein aktiver Vulkan liegt auf dem Gebiet der Provinz, der 860 Meter hohe Mahagnao.
Leyte hat eine Gesamtfläche von 5.712,8 km².

## Demographie und Sprache
Nach der Volkszählung aus dem Jahr 2007 leben in Leyte 1.722.036 Menschen. Die Provinz besetzt damit die 24. Stelle der einwohnerreichsten Provinzen der Philippinen.
Die Bevölkerungsdichte liegt bei 301 Menschen pro km². Dies bedeutet den 12. Platz in der demographischen Statistik des Landes.
Die Bewohner teilen sich in zwei Hauptgruppen auf, die sich maßgebend durch ihre Sprache und Herkunft unterscheiden. Im Westen und Süden leben die Cebuanos, im Norden und Osten die Waray.
Die Cebuanos mit ihrem Dialekt Cebuano haben historische Verbindungen zu den Inselbewohnern der Nachbarinsel Cebu, der einwohnerstärksten Provinz der Visayas. Die Waray hingegen eint eine eigenständige Sprache, das Wáray-Wáray, mit ihren Nachbarn auf Samar.

## Wirtschaft
Die ökonomische Entwicklung in der Provinz wird stark von der Agrarwirtschaft bestimmt. Der Reisanbau beherrscht vornehmlich die unteren flacheren Gebiete, speziell um die Hauptstadt Tacloban herum, während Kokosnusspalmen, die insbesondere der Erzeugung von Kokosnussöl dienen, das Bild der bergigeren Regionen prägen.
Die Fischerei ist die Lebensgrundlage der Küstenbewohner, denen artenreiche Gewässer um die Insel und zahllose Frischwasserströme im Landesinneren von Leyte zur Verfügung stehen.

## Politische Gliederung
Leyte ist unterteilt in 40 eigenständig verwaltete Gemeinden und 3 Städte. Diese wiederum sind in insgesamt 1.641 Baranggays (Ortsteile) untergliedert.
Die Provinz wird weiterhin aufgeteilt in fünf Kongress-Distrikte.
Ormoc City ist eine von der Provinz Leyte unabhängige Stadt. Die Stadtregierung ist dabei von der Provinzadministration uneingeschränkt unabhängig, wie auch die Einwohner, was in der Stadturkunde verankert ist, kein Stimmrecht für die Wahl der Amtsträger der Provinzregierung besitzen.

### Städte
- Ormoc City
- Tacloban City
- Baybay City

### Gemeinden
| - Abuyog - Alangalang - Albuera - Babatngon - Barugo - Bato - Burauen - Calubian - Capoocan - Carigara - Dagami - Dulag - Hilongos - Hindang | - Inopacan - Isabel - Jaro - Javier (Bugho) - Julita - Kananga - La Paz - Leyte - MacArthur - Mahaplag - Matag-ob - Matalom - Mayorga - Merida | - Palo - Palompon - Pastrana - San Isidro - San Miguel - Santa Fe - Tabango - Tabontabon - Tanauan - Tolosa - Tunga - Villaba |

## Geschichte

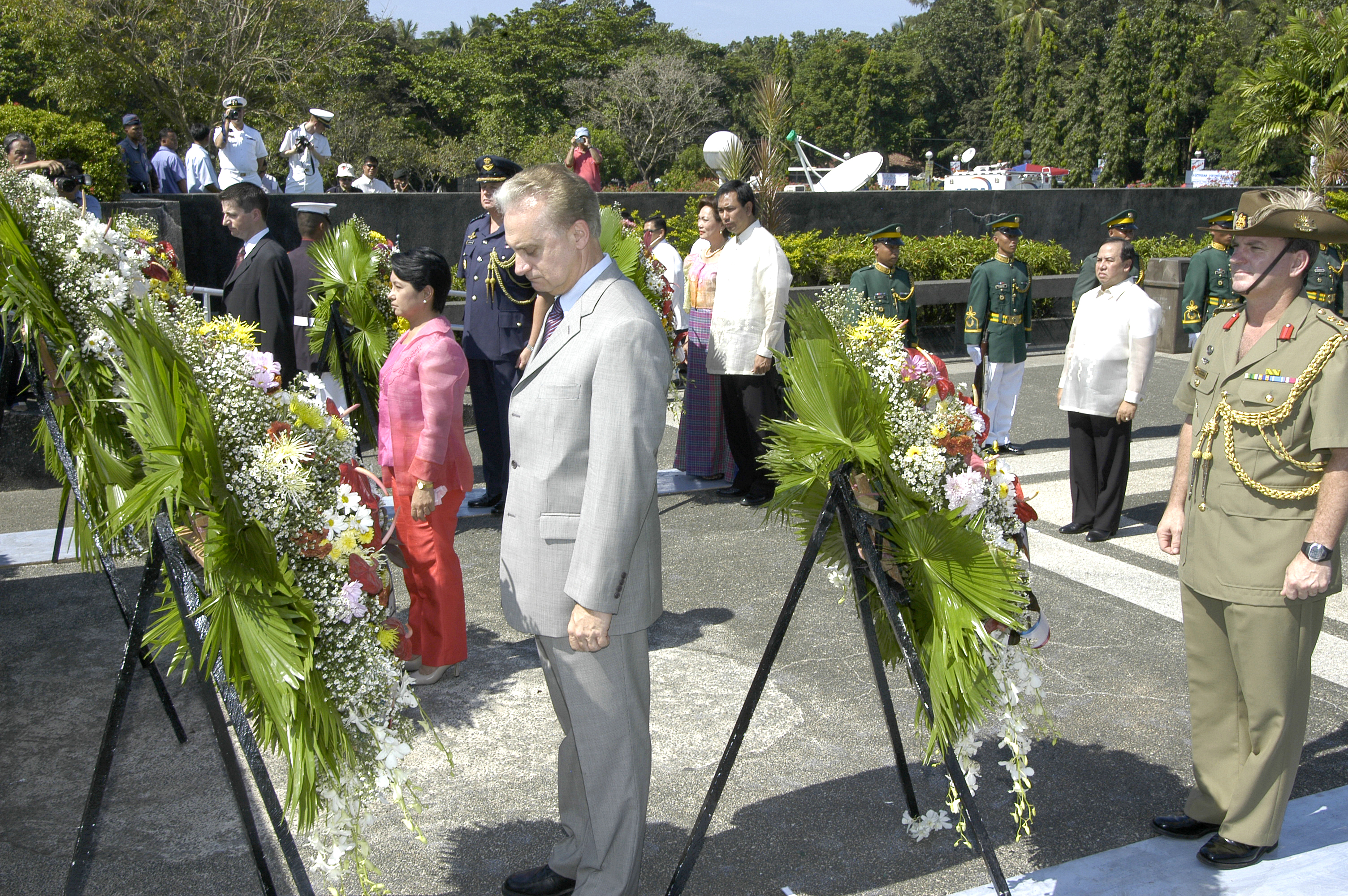
Die Präsidentin der Philippinen, Gloria Macapagal-Arroyo und der US-Botschafter auf den Philippinen Francis J. Ricciardone, Jr., zusammen mit Würdenträgern aus Großbritannien, Australien, Neuseeland und den Philippinen bei der Zeremonie zum 60. Jahrestag der Landung in Palo, Leyte, am 20. Oktober 2004

Weit vor der Ankunft der Europäer gab es bereits Handelsbeziehungen der Filipinos mit China und anderen Nachbarstaaten. Am 28. März 1521 fand der portugiesische Navigator und Entdecker Ferdinand Magellan einen Seeweg, der seinen Kurs an Leyte vorbeiführte. Wenig später erreichte er die Insel Limasawa an der südlichen Spitze des Eilandes. Hier traf er den einheimischen Herrscher Rajah Kolambu und dessen Bruder Rajah Siagu, den Häuptling von Butu (auf Mindanao).
Der Entdecker Ruy López de Villalobos gelangte im Jahre 1543 als erster Europäer in das eigentliche Inselgebiet von Leyte und benannte das Eiland „Las Islas Felipinas“ nach dem spanischen Thronfolger, dem späteren König Philipp II. von Spanien.
Im Jahre 1595 gründeten die Jesuiten ihre erste Mission auf Leyte. Zu dieser Zeit befanden sich lediglich 19 Pueblos (Ortschaften) mit einer Einwohnerzahl von insgesamt 70.000 Menschen auf der Insel, die von den Missionaren zum Christentum bekehrt wurden.
Ein königlicher Erlass, ausgestellt am 31. Juli 1860, ordnete eine Umorganisation der Provinzregierung der gesamten Visayas-Gruppe an. Leyte wurde daraufhin als Provinz dritter Klasse eingeordnet und hatte die Verwaltungsverantwortung für insgesamt 28 Pueblos. Die politisch-militärische Regierungsstruktur existierte bis zum Ende der spanischen Herrschaft im Jahre 1898.

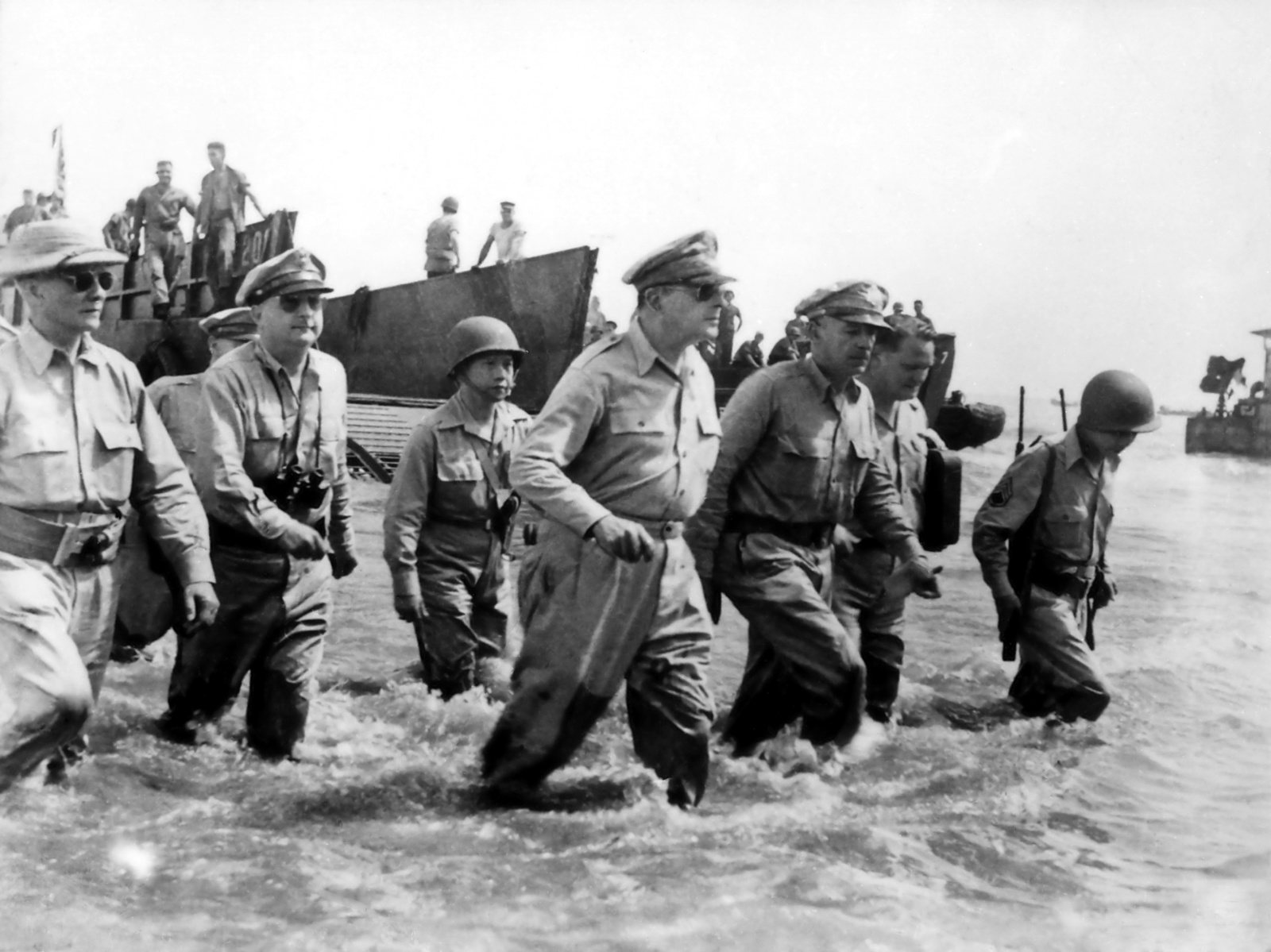
Gen. Douglas MacArthur und seine Männer gehen am 20. Oktober 1944 an der Palo Beach in Leyte an Land

Mit der Mission, die Philippinen von der japanischen Besatzung zu befreien, führte General Douglas MacArthur einen der größten Flottenverbände von Transport- und Kriegsschiffen in der Geschichte der Vereinigten Staaten an die Küste von Leyte. Am 20. Oktober 1944 landeten die Streitkräfte unter Führung McArthurs und in Geleit des Präsidenten des Commonwealth der Philippinen, Sergio Osmeña, und Carlos P. Romulo, in Palo, Leyte, um die Befreiung des Landes einzuleiten. Der Landepunkt, an dem General MacArthur die überlieferten Worte „I have returned“ (dt. Ich bin zurückgekehrt) ausrief, ist heute einer der bedeutendsten Gedenkstätte des Inselstaates. Im Weiteren kam es zu der japanischen Gegenoffensive, die in der Schlacht um Leyte und schließlich in der größten Seeschlacht der Geschichte, der See- und Luftschlacht im Golf von Leyte mündete. Nicht weniger als 212 alliierte Schiffe trafen auf ca. 60 Kampfschiffe der japanischen Kriegsmarine, darunter die großen Schlachtschiffe Yamato und Musashi.
Am 22. Mai 1959 wurde mit Inkrafttreten des Republic Act Nr. 2227 die Inselprovinz in zwei eigenständige Provinzen, Leyte und Southern Leyte, aufgeteilt. Einige Jahre später, am 11. Mai 1992, wurde zudem Biliran zu einer autonomen Inselprovinz ernannt und verringerte die Anzahl der in ihrer Zuständigkeit befindlichen Gemeinden um weitere acht Ortschaften.
Am 8. November 2013 verwüstete der Taifun Haiyan die Provinz Leyte.

## Klima
In der Provinz herrschen zwei Klimakategorien vor. Der Osten wird charakterisiert durch den Klimatyp II, der sich durch sehr heftige Niederschläge von November bis Februar auszeichnet. Der westliche Teil gehört dem klimatischen Typ IV an, dessen Regentage mehr oder weniger das gesamte Jahr über auftreten können. Die trockensten Monate liegen in der Periode von August bis September.

## Hochschulen
- Leyte Normal University
- Visayas State University

## Sehenswürdigkeiten
- Das Gen. Douglas Macarthur Landing Memorial
- Die San-Juanico-Brücke bei Tacloban City
- Der Sto. Niño Shrine und das Kulturmuseum in Tacloban City
- Der Lake Danao bei Ormoc City
- Der Breakneck Ridge in Capoocan,
- Das Dio Mainland Resort
- Die San-Juanico-Straße
- Die Red Beach
- Der Mahagnao National Park
- Cuatro Islas Protected Landscape/Seascape
- Der Tongonan Hotsprings National Park
- Der Bito-See an der Ostküste Leytes
- Der Kuapnit-Balinsasayaw-Nationalpark
- Das Hauptcampus der Visayas State University